# Boulette
Cet article concerne la boulette en tant que mets. Pour les autres significations, voir Boulette (homonymie).

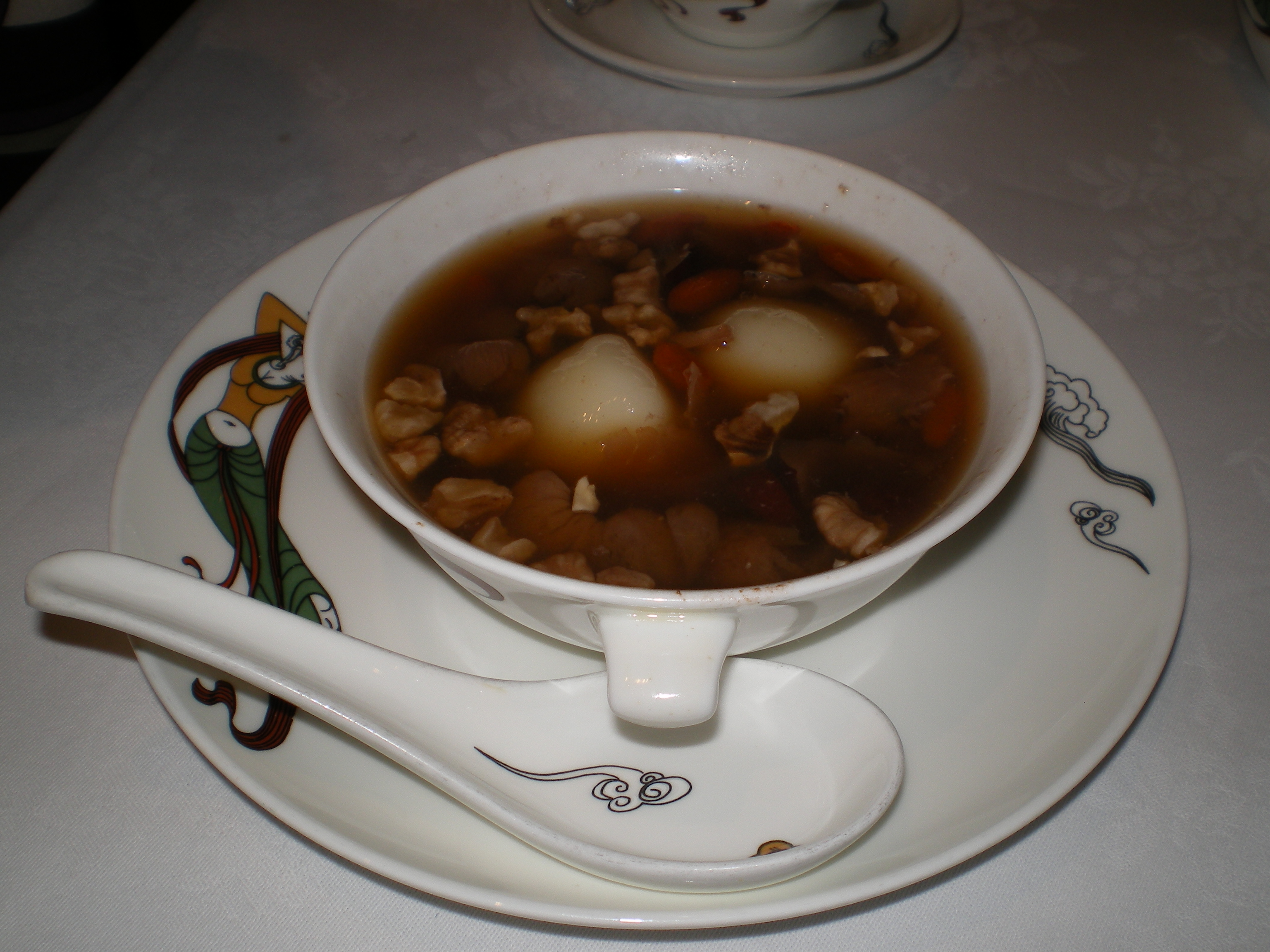
Boulettes chinoises servies en Malaisie.

Boulette est un terme qui s'applique à plusieurs mets de forme plus ou moins arrondie, composés, en tout ou partie, de fruits, légumes, céréales, viandes ou poissons, souvent roulés en boule à la main. Elle peut être sucrée ou salée.

## Afrique

### Afrique équatoriale
Le foufou ou fufu est un aliment de base pour de nombreux peuples d’Afrique équatoriale. Ce sont des boules de pâte de féculents divers (maïs, manioc…), cuites à la vapeur. Par extension, on appelle foufou toute pâte obtenue du mélange de la farine (n'importe laquelle) et de l'eau bouillante. Il existe plusieurs versions du foufou en Afrique. 

### Afrique de l'Est
Le tihlo est préparé à partir de farine d'orge rôtie. Il est originaire de la région du Tigré, en Éthiopie et est maintenant très populaire dans l'Amhara et s'est répandu plus au sud.

### Afrique du Sud
Les souskluitjies sont des boulettes cuites à la vapeur, parfois préparées avec de la farine ordinaire et avec l'ajout de fruits secs, de vanille ou d'autres saveurs. Elles sont souvent servies avec un sirop parfumé à la cannelle ou une sauce à la crème,.
Les melkkos sont formées en mettant du lait, une cuillère à café à la fois, dans de la farine sèche. La farine s'accroche au lait et forme des boulettes, qui sont ensuite bouillies dans un mélange de lait et de beurre. Elles sont servies chaudes et saupoudrées de sucre à la cannelle.

## Amérique

### Amérique du Nord
Les boulettes sont un plat très populaire aux États-Unis. Elles peuvent être faites avec des œufs, du lait, de la levure ou uniquement avec de la farine et de l'eau et sont préparées de différentes façons.
Les boulettes cuites au four : sucrées, elles sont faites en enveloppant le fruit, souvent une pomme entière, dans la pâte et cuites au four jusqu'à ce qu'elles soient dorées et que l'intérieur devienne tendre. Utilisées comme variante de la simple brioche, elles sont accompagnées d'une sauce sucrée à la cannelle et il est fréquent d'y rajouter de la cassonade ou du caramel.
Les boulettes bouillies sont fabriquées à partir de farine pour former une pâte. On y rajoute du poulet bouilli ou du bouillon de dinde pour la cuisson. L'épaisseur et la taille des boulettes de pâte dépendent du cuisinier. La taille n'affecte pas le gout mais l'épaisseur. Les boulettes peuvent éventuellement être servies avec de la viande ; les variétés populaires de boulettes de pâte dans le Sud peuvent être fourrées au poulet, dinde, jambon, haricot de Lima, fraises, pomme…
Dans les monts Allegheny, en Pennsylvanie, les boulettes sont consommées sous forme de pot pie, avec du jambon et des pommes de terre. 
Dans la soupe de poulet, les bouchées sont cuites dans du bouillon de poulet et des légumes. 
Les boulettes sont aussi utilisées pour accompagner le burgoo.
Au Québec, le ragoût de boulettes, à base de bœuf et porc hachés et de légumes, est un plat traditionnel.

#### Cuisine caribéenne
Dans les Antilles françaises, le plat est appelé « dombrés ». Les dombrés sont préparés avec des boulettes de farines cuites dans une sauce onctueuse de haricots rouges ou de lentilles avec des épices et une viande fondante, le plus souvent du porc ou du bœuf.

## Asie

### Moyen-Orient
La cuisine du Moyen-Orient, Jordanie, Syrie, Liban, est très riche en boulettes : dans son Petit traité de la boulette, Pierre-Brice Lebrun détaille une recette mésopotamienne de boulettes, qui, née à Babylone, date de quatre mille ans. Elle a été exportée en Andalousie avant de se développer aux quatre coins du Maghreb.
Les falafels sont des boulettes frites de pois chiches et de fèves. En Jordanie et au Liban, on les déguste avec de l'houmous.

### Mongolie
Les boulettes sont aussi très appréciées en Mongolie, où elles se trouvent sous plusieurs formes : khuushuur (frits) ou buuz (cuits à la vapeur). Elles sont composées de viande et de gras de bœuf ou de mouton, d'ail et d'oignon coupés finement. Ces mets sont très appréciés lors des fêtes traditionnelles.

### Chine
La cuisine chinoise regorge de boulettes différentes. Elles sont notamment mangées au déjeuner, en dimsum.

### Japon

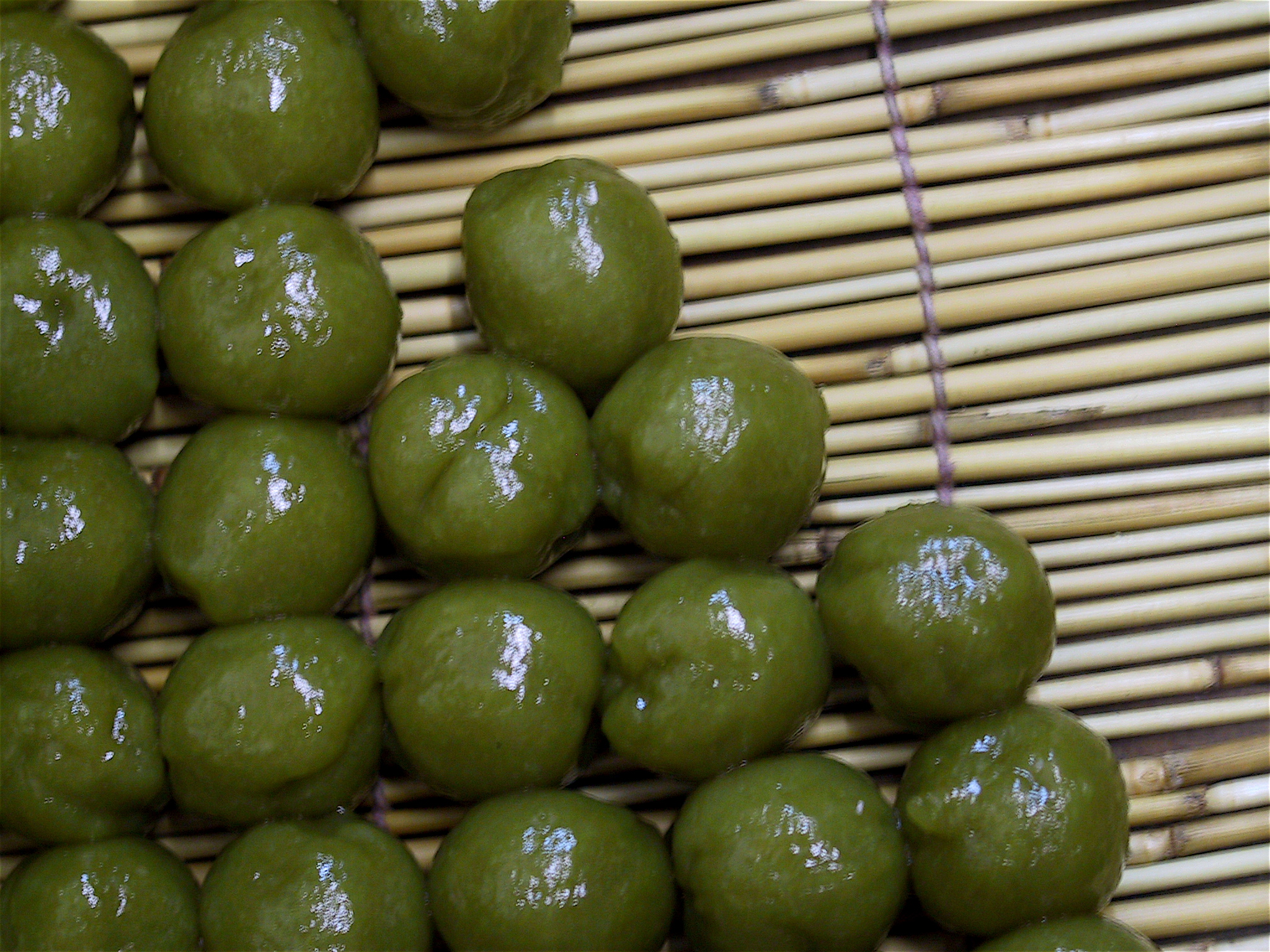
Boulettes au matcha.

La cuisine japonaise inclut les boulettes au matcha, c'est-à-dire au thé vert.
Les takoyaki et dango sont d'autres types de boulettes.

## Europe

### Allemagne

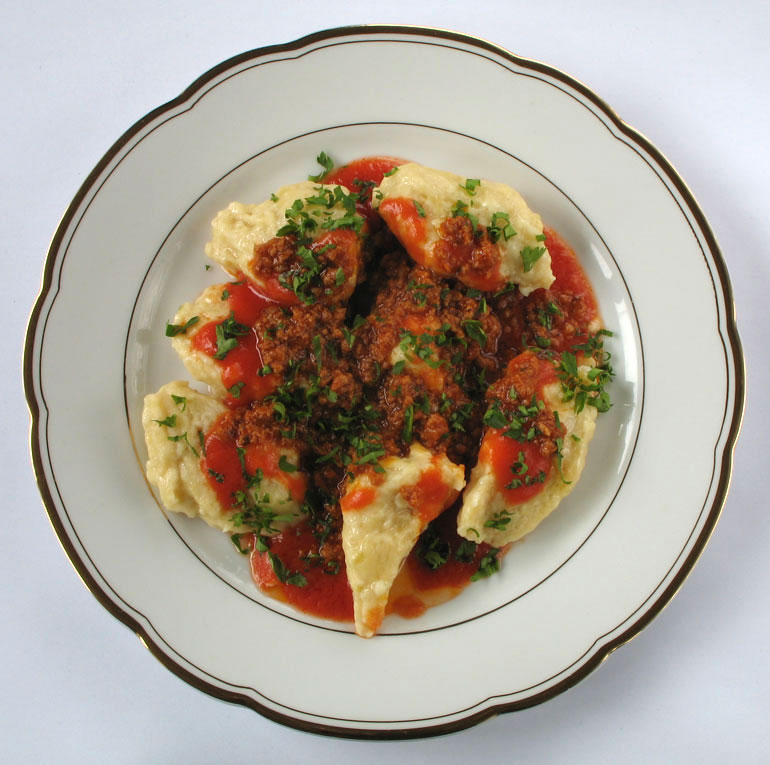
Nocken, sauce tomate.

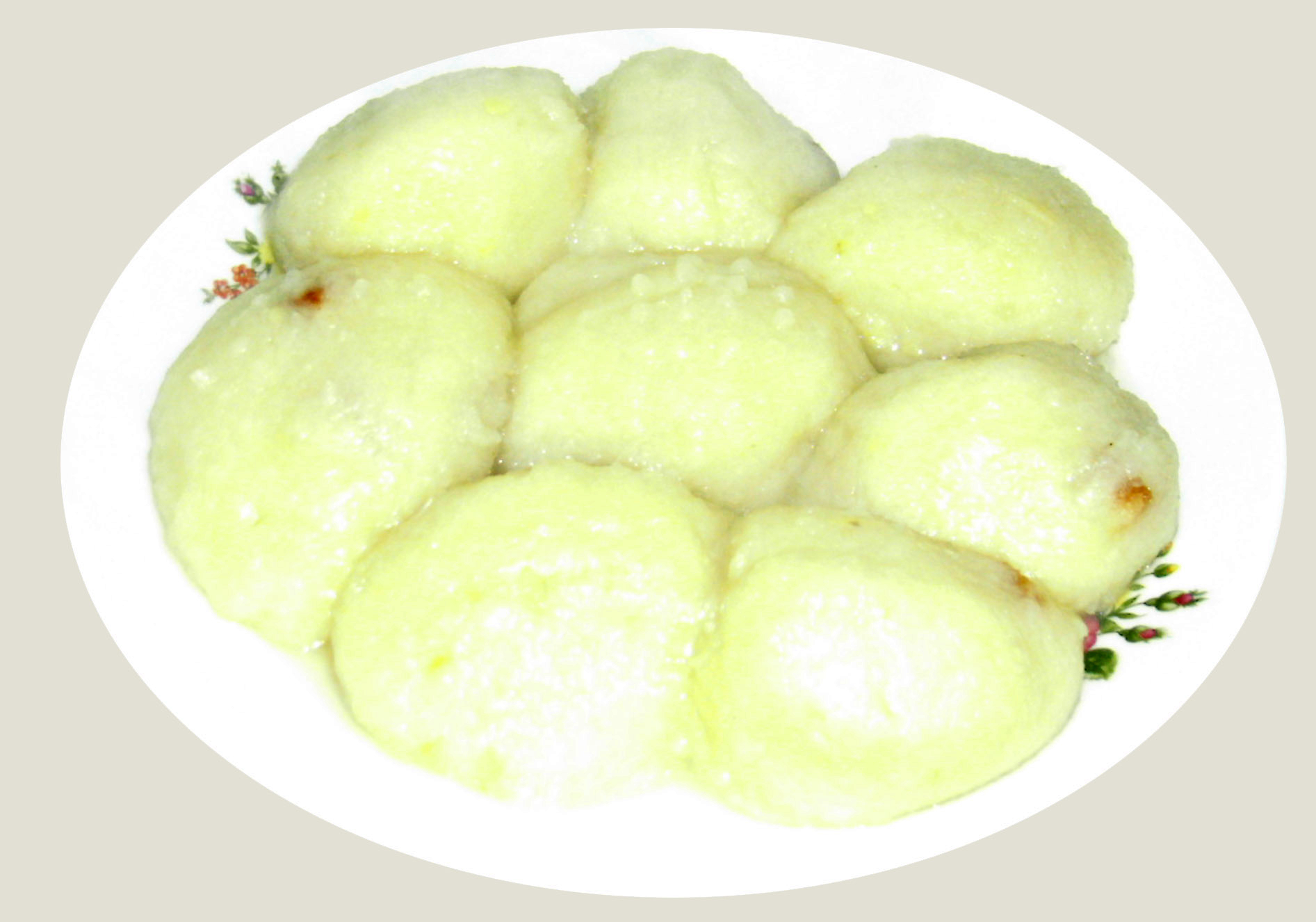
Thüringer Klöße.

Dans la cuisine allemande, on retrouve les Thüringer Klöße, sortes de boulettes de pommes de terre. Leur préparation implique de presser la pâte de patates pour en enlever l'eau. Elles sont bouillies.

### Belgique
Il est courant de cuisiner les fricadelles, ainsi qu'une spécialité locale de Liège, les boulets à la liégeoise, servis dans une sauce à base de sirop local (le sirop de Liège, fabriqué à partir de jus de pommes et poires aux alentours de Liège). Les boulettes de viande sont mangées partout en Belgique, avec des recettes différentes, sous des noms différents, ballekes et vitoulets,.
Il est aussi appelé « boulette » un fromage de ferme fait à partir de lait cru écrémé (boulette de Nivelles, de Beaumont, de Huy, etc.) qui fait l'objet d'une IGP . C'est un ingrédient de base de la tarte al d'jote nivelloise.

### Balkans
Les Ćevapici sont répandus dans les Balkans.

### Suède

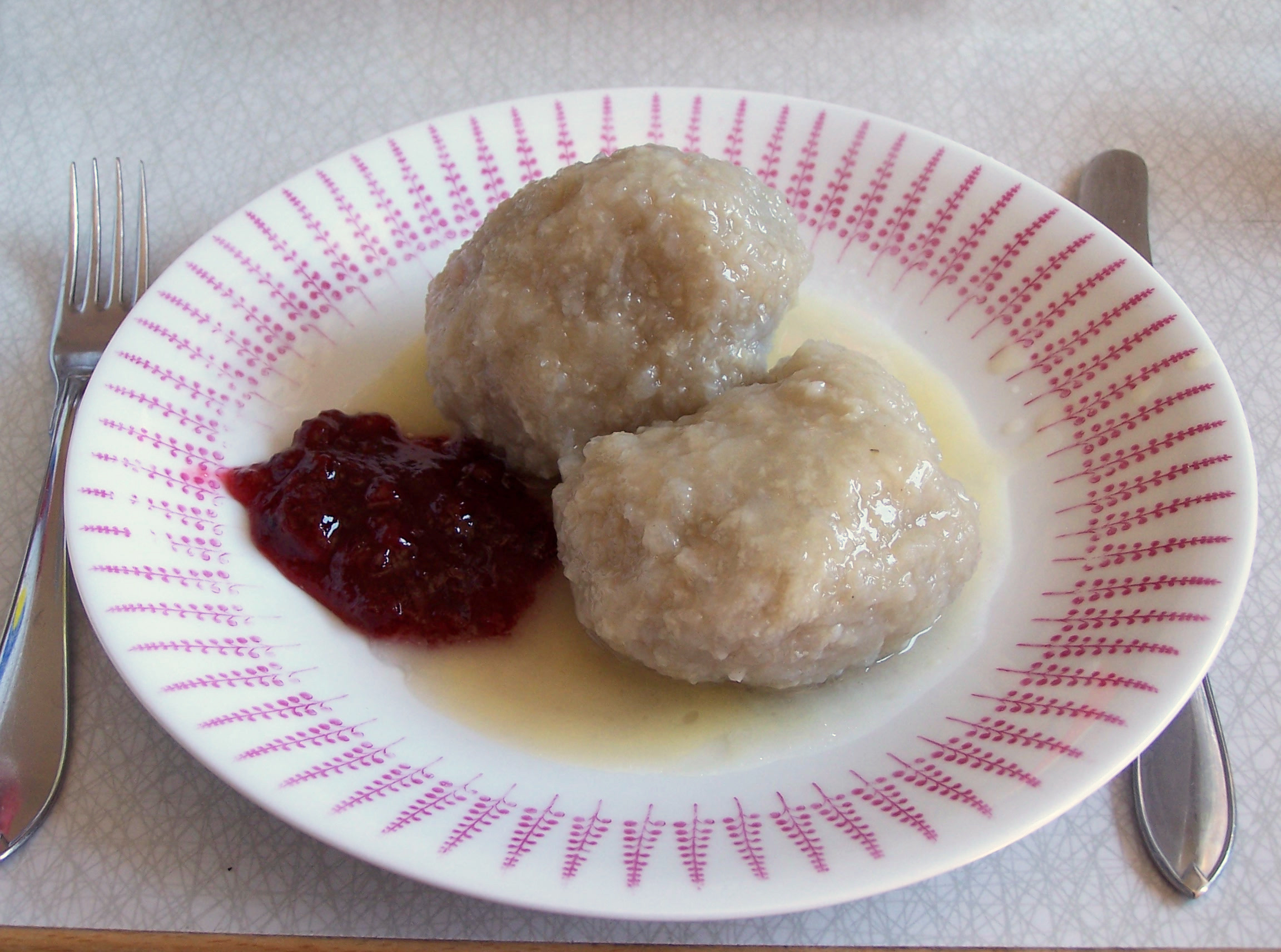
Kroppkaka.

La cuisine suédoise comporte le kroppkaka, une boulette de pomme de terre avec des oignons et du bacon à l'intérieur, et les köttbullar.

### Europe orientale
En Pologne, il est possible de trouver des kluski et des kotelett.